# Joseph Eastman Sheehan
Joseph Eatsman Sehaan (1885 Dublín - 1951 Nueva York) fue un médico de origen irlandés pionero de la cirugía plástica.
Fue asistente en el hospital Queens de Londres donde innovaron técnicas de intubación traqueal. Este hecho le permitió desarrollar nuevas técnicas quirúrgicas de reconstrucción maxilofacial en heridos de la Primera Guerra Mundial.
En el contexto de la guerra civil española, junto con el anestesista Robert Reynolds Macintocsh y el odontólogo Carmelo Balda, crearon el primer servicio de cirugía plástica en España para el tratamiento de los numerosos heridos existentes.

## Biografía y trayectoria profesional
Nació en Dublín en 1885. Realizó la carrera de medicina en la Universidad de Yale (Estados Unidos) completando su formación quirúrgica en Berna, Oxford, Heidelberg, Londres, París, Viena y Budapest, adquiriendo una magnífica formación quirúrgica y un particular talante humano.
Durante la Primera Guerra Mundial acudió al hospital de Quenns en Londres donde el Dr Gilles estaba poniendo a punto la técnica de intubación traqueal, imprescindible para las reconstrucciones maxilofaciales.
En 1928, dada su trayectoria profesional, el rey Alfonso XIII de España invitó a Sehaan para tratar a los heridos de la guerra de Marruecos.
En 1937, el propio Francisco Franco intermedió para que acudiese de nuevo a España en el marco de la guerra civil española.
Sehaan se instaló en el hospital general Mola de San Sebastián donde creo el primer servicio de cirugía plástica y maxilofacial en España.
En ésta labor contó con la ayuda de su amigo el anestesista y catedrático de la Universidad de Oxford Robert R. Macintosh, y del odontólogo Carmelo Balda.
Macintosh y Sehaan realizaron técnicas quirúrgicas y anestésicas desconocidas en España hasta ese momento colaborando a su difusión en el país.
En una entrevista en el periódico New York Times, Sehaan declaraba: “Los heridos de cara más frecuentes eran de metralla, realmente impresionantes. Estos pobres heridos de metralla en el rostro producían horror; verdaderos monstruos, sin cara; hay que imaginar que una inmensa hacha cortase de violento golpe lateral toda la cara”.
En 1938, Sehaan se entrevistó con Francisco Franco para que enviara un médico a Nueva York donde podría formarlo en varios hospitales para continuar su labor. Esta responsabilidad recayó en el médico José Sánchez Galindo.
En agradecimiento a los servicios prestados, España le concedió la Cruz Militar española, lo que le impidió que posteriormente le otorgaran la cátedra de cirugía plástica de la Universidad de Oxford por su relación con el bando rebelde en España.
Falleció en Nueva York en 1951.